# Sørupstenen
Sørupstenen är en runsten från Sørup i närheten av Svendborg på södra Fyn i Danmark. Stenen har en relativt lång och mycket omdiskuterad inskrift, som ansetts vara ett oupplöst chiffer eller rent nonsens, men också föreslagits vara skriven på baskiska. Konsensus i frågan om hur Sørupstenens text ska tolkas har inte uppnåtts.

## Historia och inskrift
Sørupstenens tillkomst dateras till någon gång mellan år 1050 och 1250, men dateringen är osäker. Stenen är av granit och är ungefär 214 cm hög, 75 cm bred och 22 cm tjock. I skriftliga källor finns den omnämnd för första gången 1589. År 1816 fördes den till Köpenhamn, där den först ställdes upp vid Rundetårn för att senare, år 1867, föras över till Nationalmuseet. I dagsläget finns den inte med i någon utställning, utan ligger i museets magasin.

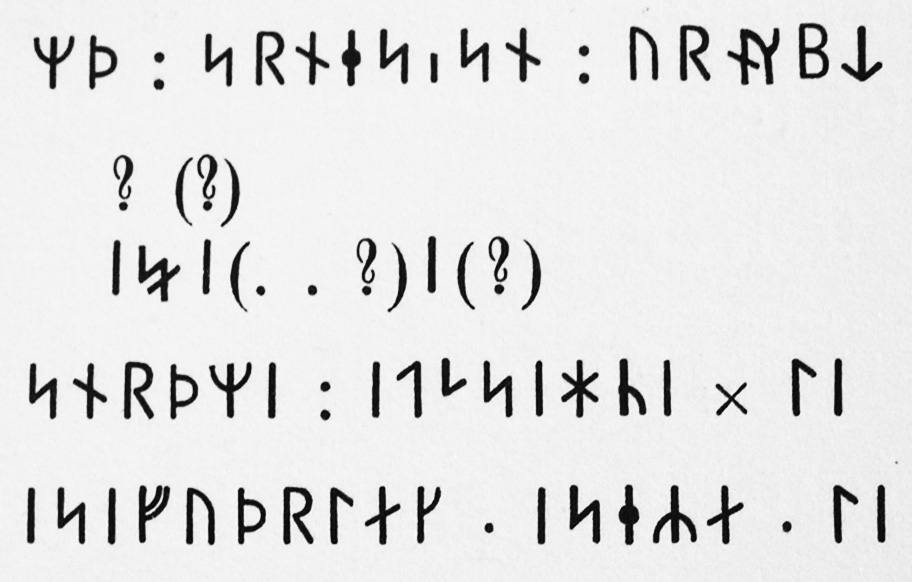
Sørupstenens runtecken återgivna i De danske runemindesmærker. Lägg märket till de två bindrunorna; den tredje från höger på översta raden samt den andra från vänster på mellersta raden. Frågetecken står för skadade partier.

Sørupstenen är dekorerad med ett kors och en djurskepnad (möjligtvis ett lejon) på framsidan och har en runinristning på cirka 50 runor, fördelade på två rader på framsidan och en rad på ena kortsidan. Några av runorna tillhör inte den vanliga futharken och är därmed svårtolkade. Vidare finns två bindrunor (ligaturer som består av två respektive tre runor), vars läsordning inte är helt självklar. Läsningen försvåras ytterligare av att delar av stenen är skadad. Translittererat kan texten återges som:
Sida A: m- : srnes-sn : urn͡u͡kb(h) | -a͡si | s(n)rþmi : itcsih(k)i : li
Sida B: isifuþrlak : iseya : li

## Icke-lexikal tolkning
Sørupstenens inskrift brukar beskrivas som icke-lexikal, det vill säga en text utan semantiskt innehåll. Runologen Ludvig Wimmer valde att inte translitterera Sørupstenens tecken i sitt verk De danske runemindesmærker, utan istället bara återge inristningarna såsom de såg ut, vilket tyder på att han ansåg att själva ”texten” saknade betydelse. Bæksted föreställde sig att ristningen kunde vara gjord av "en habil, men illitterat resande (efter ornamentiken att döma: svensk) bildhuggare, som inte velat gå miste om en lika så illitterat fynsk konstälskares beställning av ett monument med inskrift." Nätdatabasen Danske Runeindskrifter uppger att Sørupstenen ”med sin blandning av läsliga och tvivelaktiga tecken” ger ”intryck av att vara en nonsensinskrift eller inskriftsimitation”.
Som argument mot nonsensläsningen har den jämna fördelningen mellan konsonanter och vokaler anförts. Inskriftens längsta konsonantkluster är s(n)rþm. Om en analfabet skulle ha ristat 50 slumpmässigt valda runor, hade det sannolikt bildats fler och större konsonant- eller vokalanhopningar än vad Sørupstenens inristning uppvisar.

## Chifferhypotesen
Det har föreslagits att Sørupinskriften är krypterad, men de dechiffreringsförsök som genomförts (till exempel att varje runtecken ersätts med nästkommande runa i futharken) har inte gett några meningsfulla resultat. En annan hypotes är att texten är så kraftigt förkortad att den inte går att återskapa.

## Nordisk och latinsk tolkning
Runologen Fr. Orluf läste inskriften som en kraftigt förkortad latinsk text med inledning på forndanska. Han började på sida B, där han översatte isifuþrlak : iseRa med "*Isifas Þorlak i *Sera". Segmentet isifu skulle då vara genitivformen av det obelagda namnet *Isifa, medan *Sera skulle vara en äldre form för ortnamnet Sørup. Segmenten li, som avslutar två av runraderna, utläste Orluf som en förkortning för libera nos 'rädda oss'. Både de forndanska och latinska inslagen i denna tolkning har dock avfärdats av andra runologer.
Lingvisten Rasmus Rask menade att man kunde skönja det danska kvinnonamnet Signe mot slutet på sida A, sih(k)i, men att inskriften i övrigt var språkligt korrupt. Wimmer ifrågasatte om det över huvud taget gick att utläsa något ord ur det segmentet, och menade att det i sådana fall snarare rörde sig om en böjning av verbet "signa" än om ett namn.

## Baskisk tolkning
Professor emeritus Stig Eliasson har föreslagit att texten kan vara skriven på baskiska. Till skillnad från ett dussintal andra europeiska språk som han jämfört med, visade baskiskans struktur flera likheter med Sørupstenens text. I tabellen nedan presenteras Eliassons läsning.
| Textfragment                | mþ      | • | s               |                  | r                | nes      | .s           |                       | n             | : | urn   | u               | k   | b(h)… | is               | a        | …                | \| | snrþmi       | : | itcsihķi  | × | li            | isifuþrl | a       | k               | • | iseya                  | • | li            |
| Funktion eller betydelse    | preverb |   | pret. 3:e pers. | icke- pres. ind. | kausativ- prefix | verb-rot | dativ-flagga | 3:e pers. sing. dativ | pret.-ändelse |   | runa  | proximal-suffix | pl. | namn? | patronym-suffix? | artikel? | ergativ-ändelse? |    | make + namn? |   | efternamn |   | dativ-ändelse | namn?    | artikel | ergativ-ändelse |   | tant el. *Izeba (namn) |   | dativ-ändelse |
| Modern baskisk motsvarighet | ba      |   | z               | e                | ra               | -        | ts           | o                     | n             |   | errun | o               | k   | -     | iz?              | a?       | k?               |    | senar -      |   | Etxehegi  |   | ri            | - -      | a       | k               |   | izeba                  |   | ri            |

Med denna analys skulle texten betyda att någon (vars namn är skadat; b(h)…isa…) lät göra/rista/hugga (mþ•srnes.sn) dessa runor (urnuk) åt sin make som hette Etxehegi i efternamn (snrþmi : itcsihķi×li). Sedan följer en elliptisk sats på sidan av runstenen, där någon (isifuþrlak) gjorde samma sak åt sin moster, faster eller någon med det obelagda namnet Izeba (iseya•li). Tolkningen stämmer överens dels med baskisk grammatik och vokabulär, dels med det semantiska innehållet i andra vikingatida minnesinskrifter. Minnesinskrifter är en genre typisk för runtexter, där någon (i detta fall b(h)…isa… och isifuþrlak) gjorde något (runor) till någons ära eller till minne av någon (maken Etxehegi resp. mostern, fastern eller Izeba). Om teorin stämmer skulle det innebära att den äldsta bevarade längre texten på baskiska finns i Danmark och är sekler äldre än den första bok som trycktes på baskiska år 1545.
I populärvetenskapliga sammanhang har tolkningen genererat översättningar i stil med ”Basa lät hugga dessa runor åt sin make Etxehegi, och Isifus åt sin faster Izeba”. Delar av dessa översättningar, till exempel namnen *Basa och *Isifus, saknar dock stöd i tolkningsförslaget. Inte heller stycket "faster Izeba" har stöd i runtexten, då iseya antingen tolkas som moster/faster eller som ett egennamn, inte både och.

### Historiska kontakter mellan Norden och Baskien
En baskisk läsning av Sørupstenen förutsätter att basker besökte Fyn under medeltiden. För detta saknas dock historiska eller arkeologiska bevis, men i ett appendix till sin andra artikel om Sørupstenen tar Eliasson upp exempel på medel- och vikingatida förbindelser mellan Nord- och Sydeuropa. Bland annat nämns ett fynd av spansk-umayyadiska dirham-mynt från ca år 1000 på Heligholmen utanför Gotland. Också vikingars gisslantagande av Pamplonas kung García Íñiguez år 861 omtalas. Enligt den amerikanske journalisten Mark Kurlansky nådde baskiska sjöfarare Färöarna redan år 875.

### Invändningar
Läsningen har fått blandat bemötande. Utöver de svårigheter Eliasson själv tar upp (som till exempel avsaknaden av belägg för ett verb med roten *nes), invänder få mot den morfologiska analysen. Hallberg konstaterar att "[man ju metodiskt inte heller kan] visa att en text är nonsens annat än genom att försöka uttömma möjligheterna av andra läsningar." Många avfärdar dock den baskiska läsningen på utomspråkliga grunder. Till exempel skriver Quak att "även om Eliasson ger en precis och utförlig grund för sin tes, har man ändå svårigheter med antagandet av ett mycket avlägset främmande språk i en dansk runinskrift". På nätdatabasen Danske Runeindskrifter anges tolkningsförslaget som "rätt spekulativt" "på grund av sakliga rimlighetskriterier och bristen på jämförelsematerial". Också Marco Bianchi, filosofie doktor i nordiska språk, ifrågasätter ”rimligheten i antagandet att en baskisk inskrift skulle dyka upp på Fyn”. Bianchi vidhåller istället att Sørupstenens inskrift mest troligtvis är icke-lexikal och därmed ett exempel på den fascination man hade inför skrift i ett samhälle där de flesta inte var läs- och skrivkunniga.